# Центральный дом литераторов имени А. А. Фадеева
Центральный дом литераторов имени А. А. Фадеева — творческий клуб и культурно-просветительское учреждение в Москве.
Адрес: Центральный административный округ, Пресненский район, Поварская улица, дом 50/53, строение 2.

## История
В XVIII веке хозяева — Воронцовы-Вельяминовы. С 1770-х годов владение принадлежало князьям Долгоруким. В 1859 году хозяин — барон М. К. Бодэ-Колчев.
В 1920-х года в здании находился Дворец искусств, здесь проходили литературные вечера, встречи писателей. На них были такие писатели, как В. В. Маяковский, С. А. Есенин, А. А. Блок, М. И. Цветаева. В 1921 году создан Литературно-художественный институт, по инициативе В. Я. Брюсова. В 1924 году институт называется Высший литературно-художественный институт имени Брюсова. В 1930-х годах здесь находилось правление СП СССР — Дом Ростовых. В 1934 году создан при Союзе писателей СССР, инициатором выступил Максим Горький. В 1956 году здесь поставлен памятник Толстому, по проекту скульптора Г. Н. Новокрещёновой. Здесь находятся мебель, личные вещи и книги А. А. Фадеева, потому в 1971 году переименован в Центральный дом литераторов имени А. А. Фадеева. С 1991 года находится под контролем Московской писательской организации. В 1959 году построено новое здание, которое находилась по адресу Большая Никитская улица, дом 53. Старое осталось на Поварской улице.